# Редукторный паровоз
Редукторный паровоз — это тип паровоза, использующий понижающий редуктор в трансмиссии, что отличает его от схем с прямым приводом. 
Эти локомотивы используют обычное сцепление с рельсами за счет сил трения, их не следует путать с локомотивами, использующимися на зубчатой железной дороге.

## Причины создания и преимущества
В самых распространённых типах паровозов поршни непосредственно воздействуют на кривошип, расположенный прямо на ведущих колёсах, следовательно, один оборот ведущего колеса соответствует одному обороту кривошипа и двум рабочим ходам поршня (паровые машины паровозов, как правило, двойного действия, в отличие от привычных в настоящее время ДВС).
Максимальная скорость вращения явным образом зависит от типа паровой машины. Не имея возможности изменить передаточное соотношение в трансмиссии между паровой машиной и колёсами, конструктор вынужден искать компромисс между желаемым крутящим моментом и максимальной скоростью. Это определяет радиус ведущего колеса. Радиус кривошипа привязан к радиусу колеса и, естественно, меньше него. Этот радиус определяет ход поршня. Он не может быть слишком большим, так как котёл может не дать требуемого количества пара для наполнения такого цилиндра на больших оборотах; он не может быть слишком маленьким, так как начальный крутящий момент и, как следствие, начальное тяговое усилие будет недостаточным для трогания поезда.
Часто требуются локомотивы медленные и с большой силой тяги — в промышленности, на шахтах и рудниках, лесозаготовках, на путях с крутым профилем и т. д., особенно если пути проложены плохим, максимально дешёвым способом и не приспособлены для больших скоростей. Проблема состоит в том, что, хотя выбор между скоростью и крутящим моментом может быть сделан в пользу крутящего момента путём уменьшения диаметра ведущего колеса, существует обусловленный практикой предел, ниже которого ход поршня получается слишком коротким для паровоза с прямым приводом.
Решением является отделение кривошипа от колеса, что позволяет, во-первых, выбрать разумный ход поршня, не привязанный к радиусу колеса, и, во-вторых, уменьшить скорость вращения, используя редуктор. Большинство таких локомотивов используют одно передаточное отношение, но есть и использующие переменное передаточное отношение при помощи коробки передач.

## Типы паровозов с зубчатой передачей
Большинство локомотивов подобного типа в мире, по лицензии или клоны по истечении срока патента, были построены по одной из трех основных схем. Самые известные и многочисленные — это, вероятно, паровозы Шея. Подавляющее большинство из них применялось на североамериканском континенте, хотя некоторые немногочисленные экземпляры применялись в Южной Америке, Тайване, Австралии и Новой Зеландии, включая собственные доморощенные разработки.

### Паровоз Шея
Паровоз системы Шея

### Паровоз Климакс
Паровоз Климакс класс B имел два наклонных цилиндра, приводящих в движение поперечный коленчатый вал, размещённый по центру локомотива. Вал приводил в движение ведущие колёсные тележки через зубчатую передачу с внутренним зацеплением. Существовал также ранний Климакс класс А с вертикальной паровой машиной судового типа, оснащённый схожей карданной передачей и двухскоростной коробкой передач.

### Паровоз Гейслера
Паровоз Гейслера имел V-образный паровой двигатель, цилиндры которого располагались по обе стороны от котла и приводили в движение продольно расположенный коленчатый вал, который, в свою очередь, приводил в движение ведущие колёсные тележки.